# 拝島町
拝島町（はいじまちょう）は、東京都昭島市の地名。現行行政地名は拝島町一丁目から拝島町六丁目まで。住居表示実施済み区域。
かつては丁目なしの拝島町が青梅線北側に存在したが、2024年8月に設定された新町名「代官山」の区域に変更され、廃止された。

## 地理
昭島市の西部に位置する地域である。北東から時計回りに緑町、田中町、八王子市丸山町、滝山町、丹木町、高月町及び福生市熊川に隣接する。拝島町四丁目と拝島町六丁目の境目に多摩川が流れており、住宅と工場が混在している。

### 地価
住宅地の地価は、2025年（令和7年）1月1日の公示地価によれば、拝島町2-7-15の地点で15万円/m2、拝島町5-3-30の地点で12万9000円/m2となっている。

## 世帯数と人口
2025年（令和7年）6月1日現在（昭島市発表）の世帯数と人口は以下の通りである。なお、六丁目は人口が0人のため、省略する。
| 丁目         | 世帯数    | 人口    |
| ------------ | --------- | ------- |
| 拝島町一丁目 | 466世帯   | 865人   |
| 拝島町二丁目 | 770世帯   | 1,544人 |
| 拝島町三丁目 | 1,464世帯 | 2,595人 |
| 拝島町四丁目 | 551世帯   | 1,257人 |
| 拝島町五丁目 | 206世帯   | 415人   |
| 計           | 3,457世帯 | 6,676人 |

### 人口の変遷
国勢調査による人口の推移。
| 年                 | 人口  |
| ------------------ | ----- |
| 1995年（平成7年）  | 6,908 |
| 2000年（平成12年） | 5,987 |
| 2005年（平成17年） | 6,609 |
| 2010年（平成22年） | 6,676 |
| 2015年（平成27年） | 7,094 |
| 2020年（令和2年）  | 6,604 |

### 世帯数の変遷
国勢調査による世帯数の推移。
| 年                 | 世帯数 |
| ------------------ | ------ |
| 1995年（平成7年）  | 2,537  |
| 2000年（平成12年） | 2,333  |
| 2005年（平成17年） | 2,690  |
| 2010年（平成22年） | 2,847  |
| 2015年（平成27年） | 3,144  |
| 2020年（令和2年）  | 3,150  |

## 学区
市立小・中学校に通う場合、学区は以下の通りとなる（2024年8月時点）。
| 町丁・丁目   | 番地    | 小学校                 | 中学校               |
| ------------ | ------- | ---------------------- | -------------------- |
| 拝島町一丁目 | 全域    | 昭島市立拝島第一小学校 | 昭島市立多摩辺中学校 |
| 拝島町二丁目 | 全域    | 昭島市立拝島第一小学校 | 昭島市立多摩辺中学校 |
| 拝島町三丁目 | 全域    | 昭島市立拝島第一小学校 | 昭島市立多摩辺中学校 |
| 拝島町四丁目 | 1〜21番 | 昭島市立拝島第一小学校 | 昭島市立多摩辺中学校 |
| 拝島町五丁目 | 1〜13番 | 昭島市立拝島第一小学校 | 昭島市立多摩辺中学校 |
| 拝島町六丁目 | 全域    | 昭島市立田中小学校     | 昭島市立多摩辺中学校 |

## 交通
道路
- 国道16号（東京環状）
- 東京都道29号立川青梅線（奥多摩街道・新奥多摩街道）

## 事業所
2021年（令和3年）現在の経済センサス調査による事業所数と従業員数は以下の通りである。
| 大字・丁目   | 事業所数  | 従業員数 |
| ------------ | --------- | -------- |
| 拝島町       | 41事業所  | 2,840人  |
| 拝島町一丁目 | 36事業所  | 244人    |
| 拝島町二丁目 | 49事業所  | 239人    |
| 拝島町三丁目 | 42事業所  | 345人    |
| 拝島町四丁目 | 40事業所  | 2,484人  |
| 拝島町五丁目 | 20事業所  | 164人    |
| 拝島町六丁目 | 1事業所   | 163人    |
| 計           | 229事業所 | 6,479人  |

### 事業者数の変遷
経済センサスによる事業所数の推移。
| 年                 | 事業者数 |
| ------------------ | -------- |
| 2016年（平成28年） | 219      |
| 2021年（令和3年）  | 229      |

### 従業員数の変遷
経済センサスによる従業員数の推移。
| 年                 | 従業員数 |
| ------------------ | -------- |
| 2016年（平成28年） | 5,414    |
| 2021年（令和3年）  | 6,479    |

## 施設
- 昭島市立拝島第一小学校
- 昭島市立多摩辺中学校
- 東京都立拝島高等学校
- 安田倉庫
- 啓明学園高等学校・中学校・初等学校
- 西武リネンサプライ
- 日本通運東京多摩ターミナル（敷地が拝島町六丁目と八王子市滝山町一丁目にまたがっている）

## その他

### 日本郵便
- 郵便番号 : 196-0002[2]（集配局 : 昭島郵便局[14]）。